# العلاقات الطاجيكستانية الكندية
العلاقات الطاجيكستانية الكندية هي العلاقات الثنائية التي تجمع بين طاجيكستان وكندا.

## مقارنة بين البلدين
هذه مقارنة عامة ومرجعية للدولتين:
| وجه المقارنة                                              | طاجيكستان                          | كندا                     |
| --------------------------------------------------------- | ---------------------------------- | ------------------------ |
| المساحة (كم2)                                             | 143.10 ألف                         | 9.98 مليون               |
| عدد السكان (نسمة)                                         | 8.92 مليون                         | 35.70 مليون              |
| الكثافة السكانية (ن./كم²)                                 | 62.33                              | 3.58                     |
| العاصمة                                                   | دوشنبه                             | أوتاوا                   |
| اللغة الرسمية                                             | اللغة الطاجيكية                    | لغة إنجليزية، لغة فرنسية |
| العملة                                                    | ساماني طاجيكي، الروبل الطاجيكستاني | دولار كندي               |
| الناتج المحلي الإجمالي (بليون دولار)                      | 7.15 مليار                         | 1.65 تريليون             |
| الناتج المحلي الإجمالي (تعادل القوة الشرائية) بليون دولار | 24.03 مليار                        | 1.59 تريليون             |
| الناتج المحلي الإجمالي الاسمي للفرد دولار أمريكي          | 925                                | 43.25 ألف                |
| الناتج المحلي الإجمالي للفرد دولار أمريكي                 | 2.69 ألف                           | 45.07 ألف                |
| مؤشر التنمية البشرية                                      | 0.624                              | 0.913                    |
| رمز المكالمات الدولي                                      | +992                               | +1                       |
| رمز الإنترنت                                              | .tj                                | .ca                      |
| المنطقة الزمنية                                           | ت ع م+05:00                        |                          |

## منظمات دولية مشتركة
يشترك البلدان في عضوية مجموعة من المنظمات الدولية، منها:
| علم المنظمة | اسم المنظمة                        | تاريخ انضمام طاجيكستان | تاريخ انضمام كندا |
| ----------- | ---------------------------------- | ---------------------- | ----------------- |
|             | مؤسسة التنمية الدولية              | 4 يونيو 1993           | 24 سبتمبر 1960    |
|             | منظمة الأمن والتعاون في أوروبا     | 30 يناير 1992          | 25 يونيو 1973     |
|             | مؤسسة التمويل الدولية              | 2 ديسمبر 1994          | 20 يوليو 1956     |
|             | منظمة حظر الأسلحة الكيميائية       | ?                      | ?                 |
|             | الأمم المتحدة                      | 2 مارس 1992            | 9 نوفمبر 1945     |
|             | الاتحاد الدولي للاتصالات           | 28 أبريل 1994          | 1 يوليو 1908      |
|             | منظمة الشرطة الجنائية الدولية      | ?                      | ?                 |
|             | البنك الدولي للإنشاء والتعمير      | 4 يونيو 1993           | 27 ديسمبر 1945    |
|             | الاتحاد البريدي العالمي            | ?                      | ?                 |
|             | وكالة ضمان الاستثمار متعدد الأطراف | 9 ديسمبر 2002          | 12 أبريل 1988     |
|             | بنك التنمية الآسيوي                | 1998                   | 1966              |
|             | يونسكو                             | 6 أبريل 1993           | 4 نوفمبر 1946     |
|             | الفريق المعني برصد الأرض           | ?                      | ?                 |

## وصلات خارجية
- موقع وزارة الخارجية الكندية